# Liste der Biografien/Hik
Liste der Biografien |
Portal Biografien |
Personensuche
# |
A |
B |
C |
D |
E |
F |
G |
H |
I |
J |
K |
L |
M |
N |
O |
P |
Q |
R |
S |
T |
U |
V |
W |
X |
Y |
Z |
?
 
Ha |
Hd |
He |
Hi |
Hj |
Hk |
Hl |
Hm |
Hn |
Ho |
Hr |
Hs |
Ht |
Hu |
Hv |
Hw |
Hy
 
Hia |
Hib |
Hic |
Hid |
Hie |
Hif |
Hig |
Hih |
Hii |
Hij |
Hik |
Hil |
Him |
Hin |
Hio |
Hip |
Hir |
His |
Hit |
Hiv |
Hiw |
Hix |
Hiy |
Hiz
Die Liste der Biografien führt alle Personen auf, die in der deutschsprachigen Wikipedia einen Artikel haben. Dieses ist eine Teilliste mit 25 Einträgen von Personen, deren Namen mit den Buchstaben „Hik“ beginnt.

## Hik

### Hika
- Hika, Hongi (1772–1828), Māori-Chief der Ngāpuhi und Kriegsführer in den neuseeländischen MusketenkriegenHongi Hika (1772–1828)

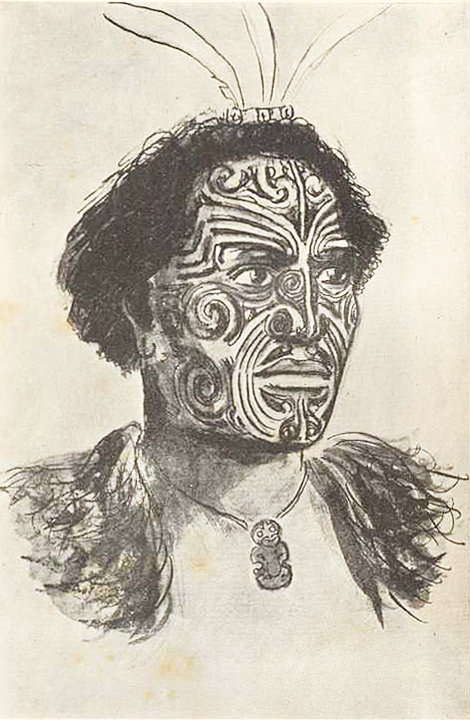
Hongi Hika (1772–1828)

- Hikage, Nobutoshi (* 1956), japanischer Judoka
- Hikakin (* 1989), japanischer Webvideoproduzent, Musiker, Schauspieler und Unternehmer
- Hikal, Mohamed (* 1979), ägyptischer Boxer
- Hikanos, antiker griechischer Toreut
- Hikari, Agata (1943–1992), japanische Schriftstellerin
- Hikasa, Yōko (* 1985), japanische Synchronsprecherin (Seiyū) und Sängerin

### Hike
- Hikel, Martin (* 1986), deutscher Politiker (SPD)
- Hikel, Thomas (* 1973), deutscher Beachvolleyballspieler
- Hiken, Gerald (1927–2021), US-amerikanischer Schauspieler
- Hiketas, König von Orchomenos in Arkadien
- Hiketas, antiker griechischer Politiker, militärischer Befehlshaber und Tyrann in Sizilien
- Hiketas, griechischer Tyrann von Syrakus
- Hiketas von Syrakus, griechischer Philosoph und Astronom

### Hiki
- Hiki, Yoshikazu († 1203), japanischer Schwertadliger
- Hiki, Yoshiki (1933–2022), japanischer Ruderer
- Hikichi, Yūya (* 1983), japanischer Fußballspieler
- Hikichi, Yūya (* 1990), japanischer Fußballspieler
- Hikida, Yūto (* 1998), japanischer Fußballspieler
- Hikitsuchi, Michio (1923–2004), japanischer Aikidō-Lehrer

### Hikm
- Hikmat, Alaa (* 1985), irakische Sprinterin
- Hikmat, Taghreed (* 1945), jordanische Juristin
- Hikmet, Birol (* 1982), türkischer Fußballspieler

### Hiko
- Hikosaka, Okihide (* 1948), japanischer Neurowissenschaftler

### Hiks
- Hiksch, Uwe (* 1964), deutscher Politiker (Die Linke), MdB